# Slowenische Badmintonmeisterschaft 2004
Die Slowenische Badmintonmeisterschaft 2004 fand vom 31. Januar bis zum 1. Februar 2004 statt.

## Sieger und Platzierte
| Disziplin    | Gold                    | Silber                          | Bronze                       |
| ------------ | ----------------------- | ------------------------------- | ---------------------------- |
| Herreneinzel | Andrej Pohar            | Miha Šepec jr.                  | Luka Kumelj                  |
| Herreneinzel | Andrej Pohar            | Miha Šepec jr.                  | Luka Petrič                  |
| Dameneinzel  | Maja Tvrdy              | Urška Silvester                 | Špela Silvester              |
| Dameneinzel  | Maja Tvrdy              | Urška Silvester                 | Maja Kersnik                 |
| Herrendoppel | Aleš Murn Andrej Pohar  | Miha Horvat Nejc Boljka         | Rok Činč Iztok Utroša        |
| Herrendoppel | Aleš Murn Andrej Pohar  | Miha Horvat Nejc Boljka         | Aleš Forjan Luka Petrič      |
| Damendoppel  | Maja Tvrdy Maja Kersnik | Urška Silvester Špela Silvester | Nina Kotar Maša Černič       |
| Damendoppel  | Maja Tvrdy Maja Kersnik | Urška Silvester Špela Silvester | Mateja Fink Nina Jakopič     |
| Mixed        | Andrej Pohar Maja Pohar | Aleš Murn Špela Silvester       | Dušan Skrbiš Urška Silvester |
| Mixed        | Andrej Pohar Maja Pohar | Aleš Murn Špela Silvester       | Aleš Forjan Polona Slokan    |